# Falaise vive
Une falaise vive est une falaise dont la partie inférieure est atteinte par l'eau et donc susceptible d'être attaquée, donc de reculer, par exemple sous l'action de l'érosion marine ou fluviale.
À l'opposé une falaise morte est une falaise dont la base n'est plus attaquée par l'érosion, le plus souvent en raison d'une sédimentation, d'un alluvionnement ou d'une poldérisation survenus à son pied, depuis sa formation

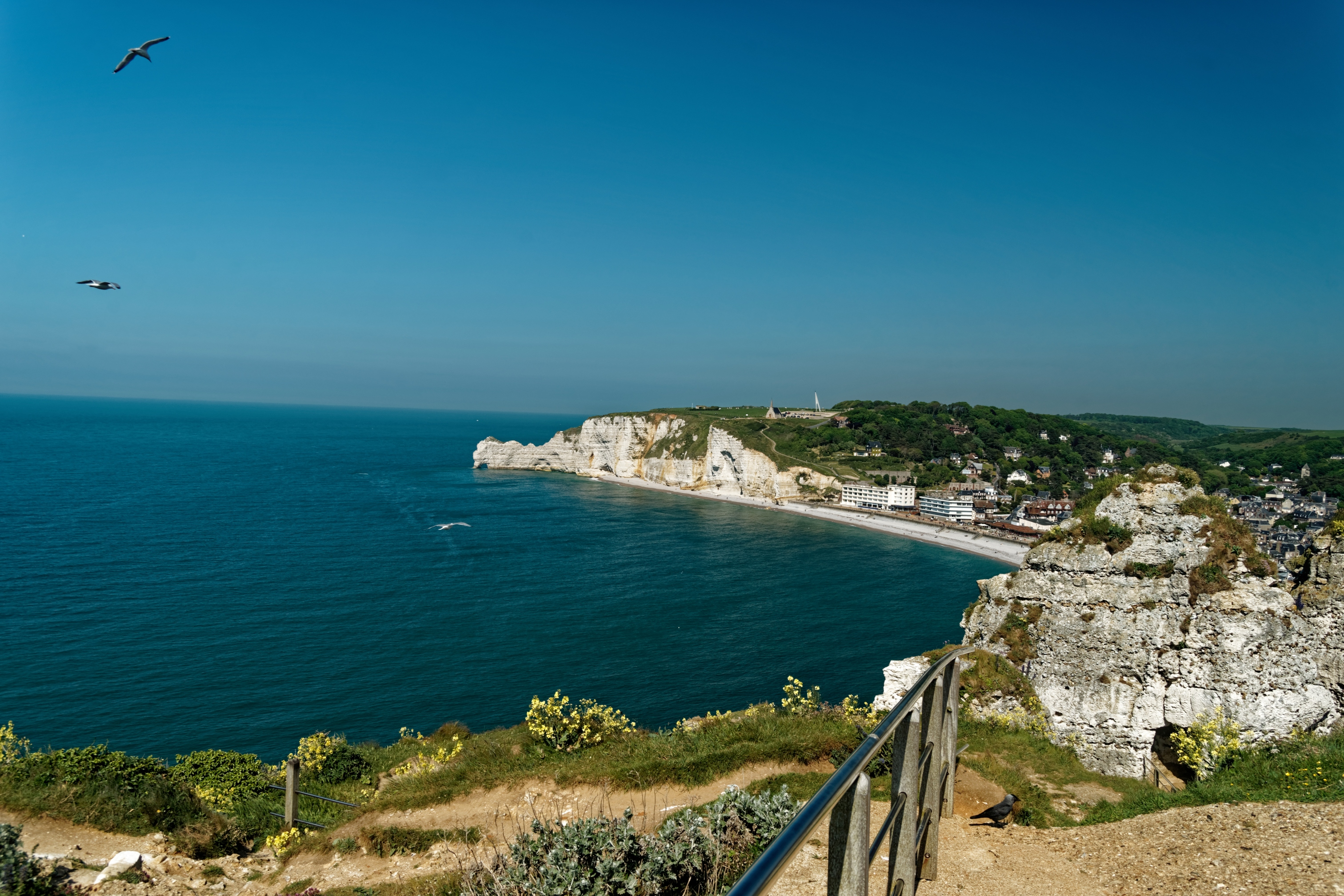
Falaise vive à Étretat.
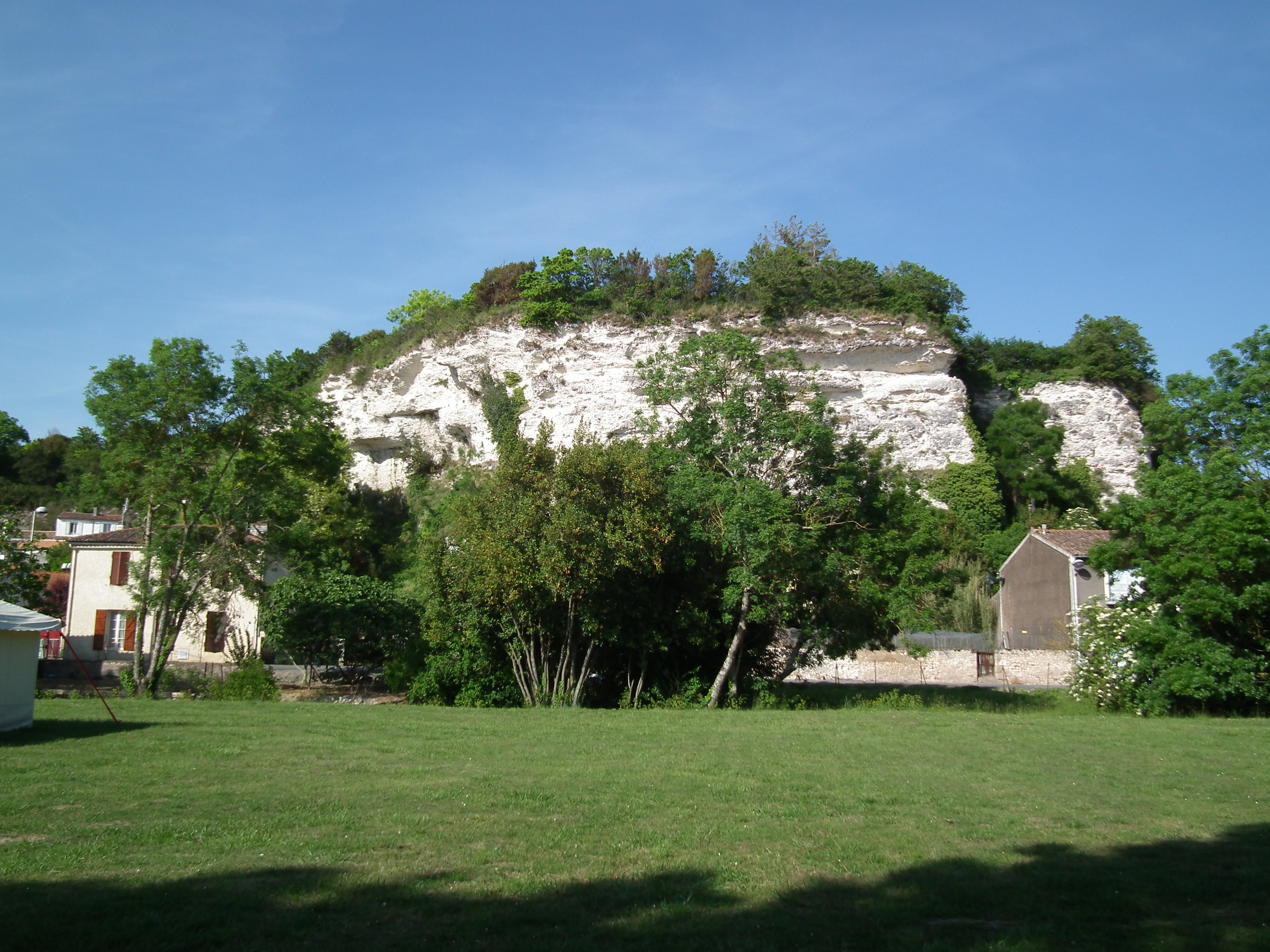
Falaise morte à Mortagne-sur-Gironde.